# Власов, Владимир Александрович (композитор)
Владимир Александрович Вла́сов (25 декабря [7 января] 1902, Москва, Российская империя — 7 сентября 1986, Москва, СССР) — советский композитор, скрипач, педагог, профессор Московской консерватории, один из основателей киргизской профессиональной музыкальной культуры. Народный артист РСФСР (1973).

## Биография
В 1929 году окончил Московскую консерваторию: по классу скрипки у профессора А. И. Ямпольского, по классу композиции у Г. Л. Катуара, П. Д. Крылова и Н. С. Жиляева.
- 1923—1929 — преподавал теорию музыки и игру на скрипке в музыкальных учебных заведениях Москвы.
- 1926—1936 — дирижёр и композитор МХАТ-2,
- 1932—1935 — редактор и консультант на радио,
- 1936—1942 — художественный руководитель Музыкально-драматического театра во Фрунзе (ныне Киргизский театр оперы и балета).
- 1943—1949 — директор и художественный руководитель Московской филармонии.

Один из авторов (совместно с В. Г. Фере и А. Малдыбаевым) музыки Государственного гимна Киргизской ССР.
Выступал в качестве музыкального критика.
Похоронен на Донском кладбище.

### Сочинения

#### Оперы
- 1939 — «Айчурек» (Лунная красавица), совместно с В. Фере и А. Малдыбаевым, Фрунзе),
- 1946 — «Манас» (совместно с В. Фере и А. Малдыбаевым, Фрунзе),
- 1947 — «Сын народа» (совместно с В. Фере, Фрунзе),
- 1951 — «На берегах Иссык-Куля» (совм. с В. Фере, Фрунзе),
- 1958 — «Токтогул» (совместно с В. Фере и A. Малдыбаевым, Фрунзе),
- 1956 — «Ведьма» (Москва),
- 1970 — «За час до рассвета» (Фрунзе),
- 1973 — «Золотая девушка» (Фрунзе);

#### Музыкальные драмы
- 1937 — «Алтын кыз» («Золотая девушка», совместно с В. Фере, Фрунзе),
- 1938 — «Аджал ордуна» («Не смерть, а жизнь», совместно с B. Фере и А. Малдыбаевым, Фрунзе);

#### Балеты
- 1940 — «Анар» (совместно с В. Фере, Фрунзе, 1940),
- 1943 — «Селькинчек» («Качели», совместно с В. Фере, Фрунзе),
- 1951 — «Анар» (совместно с В. Фере, Фрунзе, 2 редакция),
- 1955 — «Весна в Ала-Тоо» (совместно с В. Фере),
- 1967 — «Асель» (по повести Ч. Айтматова «Тополёк мой в красной косынке», Москва),
- 1971 — «Сотворение Евы» (Москва),
- 1972 — «Принцесса и сапожник»;

#### Оперетта
- 1965 — «Пять миллионов франков» (Свердловск);

#### Оратории
- 1949 — «Сказание о счастье» (совместно с В. Фере и А. Малдыбаевым, слова В. Винникова),
- 1971 — «Колхозная свадьба» (слова А. Токомбаева, 1972);

#### Кантаты
- 1941 — «Счастье» (совместно с В. Фере и А. Малдыбаевым, слова В. Винникова и К. Маликова),
- 1946 — «Торжественная юбилейная» (к 20-летию КиргССР, совместно с В. Фере и А. Малдыбаевым, слова К. Маликова),
- 1950 — «В родном колхозе» (совместно с В. Фере, слова Н. Грибачёва),
- 1962 — песня-кантата «К Ленину» (слова А. Суркова);
- 1952 — для оркестра — поэма «Токтогул»,
- 1955 — «Румынская рапсодия»,

#### Сюита
- 1956 — «Воспоминание об Албании»,

#### Симфоническое повествование
- 1957 — «Акын поёт о Ленине»,

#### Поэмы
- 1961 — «Читая Тагора»,
- 1970 — «Тополёк мой»,
- 1973 — «Порыв»
- и др.;

#### Для струнного оркестра
- 1955 — сюита;

#### Для виолончели с оркестром
- 1962 — Импровизация,
- 1963 — концерт,
- 1967 — Баллада;
- 1970 — Патетическая рапсодия,

#### Пьесы с фортепьяно
- для скрипки, для виолончели;
- для голоса и фортепьяно:
  - циклы романсов на слова:
    - А. Блока,
    - Е. Баратынского,
    - С. Маршака,
    - Б. Пастернака,
    - А. Пушкина,
    - Р. Тагора
    - и др.,

  - 1970 — цикл песен о Ленине (слова С. Смирнова и М. Львова),

#### Арии
- 1969 — «Живые, пойте о нас» (слова В. Азарова),

#### Детские песни
- для хора а капелла
  - 1969 — поэма «Живой Ленин» (слова А. Кузнецова);

#### Музыка для театра
- 1950 — Обработка и инструментовка балета Ф. Яруллина «Али-Батыр» («Шурале», совместно с В. Фере, Ленинград).
- 1954 — Обработка и инструментовка балета Ф. Яруллина «Али-Батыр» («Шурале», совместно с В. Фере, 2 редакция, Москва).

## Награды
- Орден Трудового Красного Знамени (7 июня 1939) — за выдающиеся заслуги в деле развития киргизского театрального искусства
- Орден Трудового Красного Знамени (1 ноября 1958)
- Орден «Знак Почёта»
- Народный артист РСФСР (1973)
- Заслуженный деятель искусств РСФСР (1947)
- Государственная премия Киргизской ССР (1970)